# Tuc des Bandolèrs
El Tuc des Bandolèrs és una muntanya de 2.331 metres que es troba al municipi de Naut Aran, a la comarca de la Vall d'Aran.